# London Research Institute
London Research Institute – brytyjski instytut, który prowadził badania w zakresie biologii raka. Należał do Cancer Research UK – organizacji zajmującej się badaniami nad rakiem. W 2015 roku doszło do połączenia National Institute for Medical Research (Medical Research Council) oraz London Research Institute w wyniku czego powstał Francis Crick Institute.
Instytut składał się z 46 jednostek badawczych znajdujących się w dwóch lokalizacjach: Lincoln’s Inn Fields (LIF) w centralnym Londynie oraz Clare Hall (CH) w South Mimms, Hertfordshire.